# Horton (film)
Horton (v anglickém originále Horton Hears a Who!) je americký animovaný film z roku 2008. Režisérem filmu je duo Jimmy Hayward a Steve Martino. Hlavní role ve filmu ztvárnili Jim Carrey, Steve Carell, Carol Burnettová, Will Arnett a Seth Rogen.

## Obsazení
| Jim Carrey       | Horton         |
| Steve Carell     | Ned McDodd     |
| Carol Burnettová | klokan         |
| Will Arnett      | Vlad Vladikoff |
| Seth Rogen       | Morton         |
| Amy Poehlerová   | Sally O´Malley |
| Dan Fogler       | Yummo          |
| Jesse McCartney  | JoJo           |
| Jonah Hill       | Tommy          |
| Jaime Pressly    | paní Quilligan |
| Selena Gomez     | Helga          |